# Saint-Laurs
Saint-Laurs ist eine französische Gemeinde mit 614 Einwohnern (Stand: 1. Januar 2022) im Département Deux-Sèvres in der Region Nouvelle-Aquitaine (vor 2016: Poitou-Charentes). Sie liegt im Arrondissement Parthenay und im Kanton Autize-Égray.
Die Einwohner werden Saint-Laurentins und Saint-Laurentines genannt.

## Lage
Saint-Laurs liegt etwa 32 Kilometer westsüdwestlich von Parthenay.

### Nachbargemeinden
Umgeben ist Saint-Laurs von den Nachbargemeinden Le Busseau im Norden, La Chapelle-Thireuil im Norden und Nordosten, Ardin im Osten und Südosten, Coulonges-sur-l’Autize im Süden, Saint-Maixent-de-Beugné im Süden und Westen sowie Faymoreau im Nordwesten.

## Bevölkerungsentwicklung
| Jahr                       | 1962 | 1968 | 1975 | 1982 | 1990 | 1999 | 2006 | 2013 | 2019 |
| Einwohner                  | 582  | 533  | 504  | 472  | 452  | 448  | 466  | 547  | 596  |
| Quellen: Cassini und INSEE |      |      |      |      |      |      |      |      |      |

## Sehenswürdigkeiten
- Kirche Saint-Laurent aus dem 11. Jahrhundert

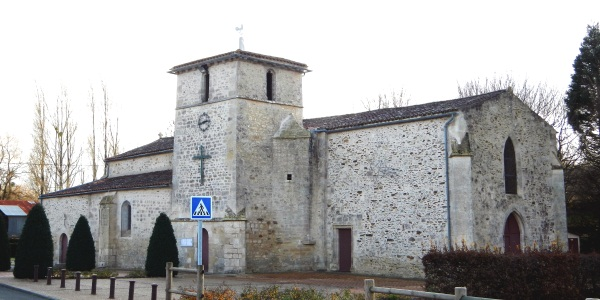
Kirche Saint-Laurent
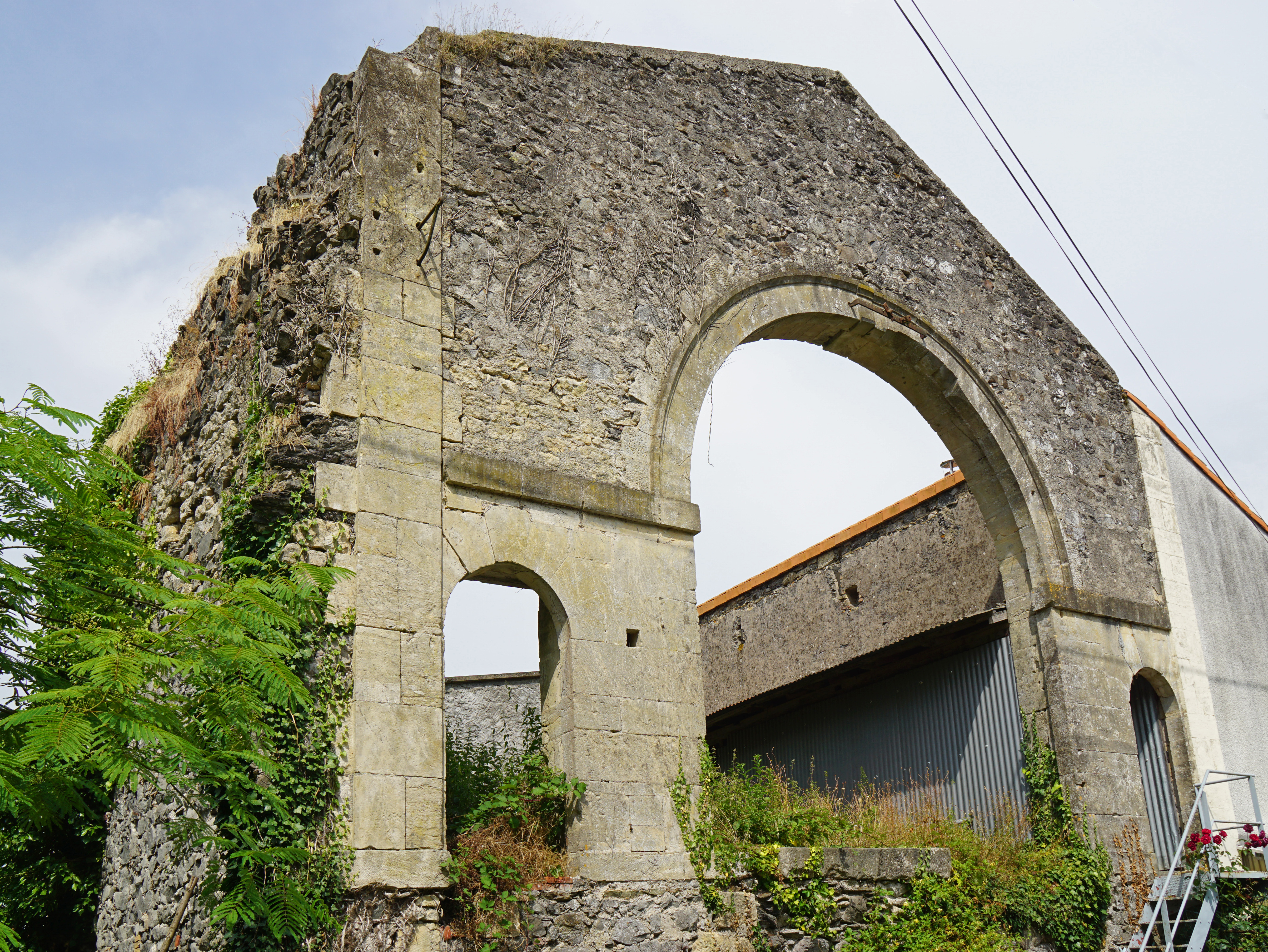
Reste des Bergwerks „Schacht Sainte-Claire“